# Thorstein H. H. Thoresen
Thorstein Hartvig Haugen Thoresen (*  1885; † 1956) war ein US-amerikanischer Politiker. Zwischen 1937 und 1939 war er Vizegouverneur des Bundesstaates North Dakota.

## Werdegang
Über die Jugend und Schulausbildung von Thorstein Thoresen ist nichts überliefert. Er muss aber Jura studiert haben. Politisch war er Mitglied der vor allem in North Dakota aktiven Nonpartisan League und dann der Republikanischen Partei. Zwischen 1918 und 1922 fungierte er als Staatsanwalt im Dunn County. Im Jahr 1924 kandidierte er erfolglos für das Amt des Attorney General seines Staates. Vier Jahre später scheiterte er mit einer Kandidatur für den Posten des Gouverneurs. Von 1925 bis 1929 war er Steuerbeauftragter seines Staates (Tax Commissioner).
1936 wurde Thoresen an der Seite von William Langer zum Vizegouverneur von North Dakota gewählt. Dieses Amt bekleidete er zwischen 1937 und 1939. Dabei war er Stellvertreter des Gouverneurs und Vorsitzender des Staatssenats. Anschließend bewarb er sich nochmals erfolglos um das Amt des Gouverneurs. Zwischen 1940 und 1944 war er Bürgermeister der Stadt Grand Forks. Im Jahr 1950 kandidierte er erfolglos für einen Sitz im US-Senat. Er starb im Jahr 1956.